# Thomas Mann
Paul Thomas Mann, semplicemente noto come Thomas Mann (Lubecca, 6 giugno 1875 – Zurigo, 12 agosto 1955), è stato uno scrittore e saggista tedesco, uno dei più importanti autori del XX secolo, al quale fu conferito il Premio Nobel per la Letteratura nel 1929.
Al primo romanzo, I Buddenbrook. Decadenza di una famiglia, pubblicato nel 1901, seguirono racconti e novelle come Tonio Kröger, Tristano e La morte a Venezia. La montagna incantata, pubblicato nel 1924, continuò la tradizione del romanzo di formazione europeo e dimostrò il talento artistico di Mann: il narratore mantiene una distanza scettico-ironica dai personaggi, le costellazioni tipiche ricorrono come leitmotiv e lo stile è sintatticamente complesso e sofisticato. Queste caratteristiche contraddistinguono anche pubblicazioni successive come il racconto Mario e il mago, la tetralogia romanzesca Giuseppe e i suoi fratelli e l'opera tarda Doktor Faustus.
Anche i suoi saggi e le sue dichiarazioni su questioni politiche, sociali e culturali di attualità ricevettero ampia attenzione. Inizialmente scettico nei confronti della democrazia occidentale, riversando il proprio pensiero nelle Considerazioni di un impolitico, si trasformò poi in un fermo difensore della Repubblica di Weimar nei primi anni '20. Durante il regime nazista, Mann emigrò in Svizzera nel 1933, dove acquisì la cittadinanza cecoslovacca nel 1936, poi negli Stati Uniti nel 1938, dove ottenne la cittadinanza nel 1944. Dal 1952 fino alla sua morte, visse di nuovo in Svizzera.
Thomas Mann proveniva da una stimata famiglia patrizia e mercantile di Lubecca. Anche suo fratello maggiore, Heinrich Mann, e quattro dei suoi sei figli – Erika, Klaus, Golo e Monika – furono scrittori.

## Biografia

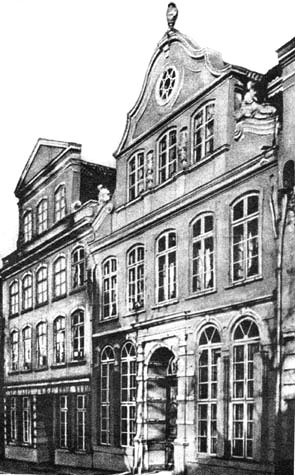
La Buddenbrookhaus nel 1870

### Infanzia sul Baltico
Paul Thomas Mann nacque a Lubecca, in Germania, secondogenito di Thomas Johann Heinrich Mann, senatore e facoltoso commerciante, e di Júlia da Silva Bruhns, nata da padre tedesco e madre brasiliana a Paraty in Brasile, ma emigrata in Germania all'età di sette anni. Nonostante la confessione cattolica della madre, Mann venne battezzato secondo la fede luterana del padre.
Il piccolo passava l'estate a Travemünde, sul Baltico, dove già dava spazio alla propria indole sognatrice immerso nella bellezza del luogo. Una certa indipendenza spirituale gli fece frequentare la scuola con disinteresse, preferendo dedicarsi a letture e studi personali e lasciando da parte le esigenze didattiche. Frequentò le scuole a indirizzo commerciale del Katharineum, a Lubecca, dato che il padre voleva un successore per l'impresa familiare. Negli stessi anni Thomas scrisse i primi racconti e le prime poesie, alcune delle quali dedicate all'amico Armin Martens, immortalato nelle pagine del Tonio Kröger con il nome di Hans Hansen, e altre, d'amore, a una compagna bruna di cui non seppe più nulla.

### Studi
Nel 1892 il padre morì, la ditta di famiglia fu liquidata e la madre si trasferì con la famiglia a Monaco di Baviera, i figli, due fratelli e due sorelle, mentre Thomas rimase ancora due anni a Lubecca, a "dozzina" da un professore, per completare gli studi. Mann raggiunse quindi la famiglia nella città bavarese, per dimorarvi fino al 1933. Fratello minore di Heinrich Mann, anch'egli scrittore, si dedicò fin da giovanissimo anche al giornalismo, scrivendo nel 1893 schizzi di prosa e saggi per la rivista scolastica Der Frühlingssturm (La tempesta primaverile) da lui coedita.
Nel 1894 entrò in una compagnia di assicurazioni ma nel tempo libero continuava a scrivere: nacque così il primo racconto, Gefallen, pubblicato sulla prestigiosa rivista Gesellschaft e capace di suscitare l'ammirazione di Richard Dehmel, rinomato poeta che lo spronò a continuare nell'attività letteraria e gli rimase amico fino alla morte. Nel 1895, dopo un solo anno di lavoro, decise di rinunciare alla professione borghese e dedicarsi ai propri interessi a tempo pieno.
D'accordo con Dehmel, si iscrisse all'Università e al Politecnico di Monaco con l'intenzione di diventare giornalista, compagno di quel Koch-Weser che sarebbe diventato Ministro dell'Interno. In questo periodo cominciò a frequentare i caffè assieme ad alcuni giovani intellettuali, e fu così che conobbe anche insigni rappresentanti della cultura tedesca, che di tanto in tanto si univano alla compagnia.
Mann amava anche recitare: quando Ernst von Wolzogen mise in scena L'anitra selvatica di Ibsen, Thomas interpretò la parte del commerciante Werle.

### Successo e matrimonio
Dato che il fratello Heinrich risiedeva a Roma, decise di raggiungerlo e di passare con lui l'estate a Palestrina, per poi andare a vivere assieme nell'Urbe, subinquilini di un appartamento di via di Torre Argentina. Rimase a Roma un anno, evitando quasi ogni forma di vita sociale, e dedicandosi esclusivamente alla lettura – di scandinavi e russi in particolare – e alla scrittura, aiutato dal denaro che mensilmente la madre mandava ai due fratelli.
Il racconto breve, Il piccolo signor Friedemann (Der kleine Herr Friedemann), concluso già a Monaco, destò l'interesse della casa editrice berlinese S. Fischer Verlag, e fu pubblicato nel 1898. Nel frattempo iniziò anche a lavorare al suo primo romanzo, I Buddenbrook che, pubblicato poi nel 1901, riceverà un notevole successo.
Tornato a Monaco, ebbe il primo impiego di rilievo, quando Korfiz Holm lo assunse nella redazione del periodico Simplicissimus, dove lavorò un anno come lettore e correttore.
L'11 febbraio 1905 sposò Katharina Pringsheim, detta Katia, una giovane laureata in chimica, figlia del grande matematico Alfred Pringsheim e nipote della propugnatrice dei diritti delle donne Hedwig Dohm, dalla quale avrà sei figli.
Nel 1920 iniziò una relazione di profonda amicizia, collegata a stima ed affetto reciproci, con lo psichiatra e scrittore tedesco-ebreo Peter Flamm, pseudonimo di Erich Mosse (Berlino, 1891 - New York, 1963), che era solito recarsi a casa sua una volta al giorno per bere del tè.
Erich era nipote del magnate dell'editoria Rudolf che per primo iniziò a pubblicare i suoi libri.

### Esilio ed eredità
Nel 1929 gli venne conferito il premio Nobel per la letteratura. Il 13 febbraio del 1933 Mann tenne una celebre conferenza all'Università di Monaco, sua ultima apparizione pubblica in Germania: Dolore e grandezza di Richard Wagner. In quell'occasione lo scrittore – grande appassionato wagneriano – non presentava Wagner come precursore di Hitler e del nazismo, ma come un grande artista che si collocava nella schiera degli artisti che esprimevano l'Ottocento vero, il secolo della borghesia. Ma gli eventi che si verificarono in Germania pochi giorni dopo (l'incendio del Reichstag e l'assunzione dei pieni poteri da parte di Hitler), diedero origine a una violenta e pretestuosa campagna di stampa contro di lui che persuasero Thomas Mann a non ritornare più in Germania, neanche dopo la caduta del nazismo. Mann si trasferì immediatamente all'estero, stabilendosi prima a Küsnacht, presso Zurigo, poi negli Stati Uniti d'America, a Pacific Palisades, distretto di Los Angeles, località che già ospitava una nutrita comunità di esuli tedeschi.
Terminata la seconda guerra mondiale, nel 1952 fece ritorno in Europa, ma in Svizzera, non nella Germania Ovest, nonostante fosse stato proposto come primo presidente federale. Morì di arteriosclerosi a Kilchberg, presso Zurigo, il 12 agosto del 1955. Fra i numerosi riconoscimenti ottenuti, oltre al Nobel, ricordiamo il Goethe-Preis della città di Francoforte sul Meno e la cittadinanza onoraria della sua città natale.

## Attività letteraria
Il primo romanzo di Mann, I Buddenbrook, pubblicato all'età di ventisei anni, riscosse immediatamente un notevole successo di pubblico in Germania.
Opera dal forte carattere autobiografico, narra della ascesa e caduta di una ricca famiglia di commercianti, seguendone le vicende attraverso diverse generazioni. Anticipando alcuni tratti distintivi di tutta la produzione successiva, all'acuta analisi e descrizione psicologica dei personaggi si affianca una altrettanto attenta osservazione della società e dei suoi mutamenti dagli inizi del diciannovesimo secolo fino all'unificazione.
A I Buddenbrook fecero seguito una serie di racconti e novelle, segnati variamente dal tema personale dell'omosessualità irrisolta, tra i quali si ricorda in particolare Tonio Kröger (1903) e La morte a Venezia (1912). Agli anni tra il 1914 e il 1918 risalgono le Considerazioni di un impolitico, lavoro che fu definito «uno dei libri più lucidi e polemici, viscerali e qua e là imbarazzanti, di primo Novecento». Il romanzo La montagna incantata (1924), concepito anch'esso in un primo momento come racconto breve, poi elaborato in un lavoro di più ampio respiro, tratta della formazione umana e spirituale del giovane ingegnere Hans Castorp durante anni di permanenza in un sanatorio sulle Alpi svizzere.
Tra il 1933 e il 1942, Mann pubblicò la tetralogia Giuseppe e i suoi fratelli, ricca rielaborazione della storia di Giuseppe tratta dalla Genesi: rimessa in luce, ha osservato chi ha studiato quest'opera, di contenuti astrosofici propri alla più antica civiltà mesopotamica, a Mann mediata dalla propria assimilazione dell'opera di ricerca storico-antropologica del teologo luterano Alfred Jeremias; tetralogia considerata, dalla critica odierna, uno dei suoi lavori più significativi.
Con il romanzo Carlotta a Weimar del 1939, Mann ritornò al mondo de I dolori del giovane Werther di Goethe, mentre Doctor Faustus, del 1947, narra la storia del compositore Adrian Leverkühn e della corruzione della cultura tedesca negli anni precedenti la seconda guerra mondiale.
Un ultimo grande romanzo, Confessioni del cavaliere d'industria Felix Krull, fu pubblicato incompleto nel 1954 perché rimasto incompiuto alla morte dello scrittore.
Al centro dell'opera di Mann c'è la decadenza della società borghese ed il contrasto fra quel mondo e l'artista. Egli avverte i limiti angusti e la mancanza di spiritualità del mondo borghese. Modello fondamentale per Mann fu Goethe che nelle sue opere conciliò la ragione con la fantasia, la vita reale con le esigenze dello spirito. Egli fu anche preciso conoscitore di filosofi e musicisti del suo tempo: Nietzsche, Tolstoj, Freud e Wagner. Mann fu grande ammiratore di Arthur Schopenhauer - anche lui molto polemico con i principi razionalisti della imperante filosofia hegeliana - che fu uno dei suoi punti di riferimento nella sua formazione culturale.

## Omoerotismo
(- T. Mann.)
I corposi Diari di Mann, che coprono un arco di oltre un quarantennio di vita, rivelano le battaglie interiori che l'artista dovette affrontare per contrastare la sua attrazione per lo stesso sesso; tema il quale si trovò riflesso più volte nei suoi lavori, in particolare attraverso l'ossessione dell'anziano Aschenbach per il quattordicenne polacco Tadzio nella novella La morte a Venezia.
Il libro dell'autore Gilbert Adair The Real Tadzio (2001) descrive come nell'estate del 1911 Mann fosse rimasto al Grand Hotel des Bains al Lido di Venezia in compagnia della moglie Katia Pringsheim e di suo fratello Heinrich Mann, quando fu del tutto improvvisamente rapito dalla figura angelicata di Władysław Moes (diminutivo Władzio, da cui Tadzio), un ragazzino della nobiltà polacca di 12 anni appena entrato nella fase della pubertà.
La biografia di Anthony Heilbut intitolata Thomas Mann: Eros and Literature (1997) ha scoperto - forse per la prima volta compiutamente - la centralità della sessualità, ed in particolare della sensibilità omoerotica, nell'opera dello scrittore; in seguito anche il critico tedesco Hermann Kurzke ne approfondirà e svelerà in parte le contorte meccaniche. Nell'inverno del 1889 il giovane Thomas s'invaghì del compagno di scuola Armin Martens e per lui scriverà un gran numero di poesie (di cui in seguito si vergognerà); in quello stesso lasso di tempo si dovette tenere anche il celebre corso di danza immortalato e descritto poi in Tonio Kröger, a cui parteciparono entrambi.
Del pathos di allora sono rimasti alcuni idilli, schizzi ed estatici articoli i quali apparvero sul giornalino scolastico della prima metà del 1893. Giunto in tarda età, quando comincerà a parlare più liberamente di queste cose, svelerà il "segreto": "A lui ho veramente voluto bene. Fu davvero il mio primo amore e non me ne fu mai concesso uno più tenero, più beato e insieme più doloroso... serbo il ricordo di questa passione come un tesoro. Quel sentimento poi si spense, quando il suo charme aveva subito già gravi danni ad opera della pubertà. Gli ho elevato un monumento in Tonio Kroger".
Nel frattempo il fratello maggiore Heinrich, raccolte le sue confidenze, risponderà con una serie di lettere offensive rivolte ad amici comuni: "nella lettura delle sue ultime poesie non ho potuto sottrarmi alla penosa sensazione che in modo analogo mi procura solo August von Platen-Hallermünde, il cavaliere del Santo deretano. Un lirismo dell'amicizia talmente rammollito. Ben triste davvero se fosse un sentimento autentico!".
L'infatuazione per Williram Timpe, dal quale nel cortile del collegio si fa prestare una matita, invece la conosciamo dall'analogo episodio de La montagna incantata; questa avrà una durata maggiore (almeno due anni). Prestito e restituzione sono nel romanzo poetiche mascherature di un rapporto sessuale: "una matita d'argento, con un anello che si doveva spingere in su per vederne uscire la mina rossa". Il 15 dicembre 1950 menziona i "trucioli conservati della matita di Willri".
L'amore senza parole è un motivo che nelle opere di Thomas Mann torna costantemente; Aschenbach non scambia una sola parola col bel Tadzio: "Soltanto nell'unione umana, là ove non vi sono più parola o non ve ne sono ancora, nello sguardo e nell'abbraccio può trovarsi la felicità, giacché lì soltanto esiste assolutezza, libertà, mistero e profonda assenza d'ogni riguardo. Tutto quel che sta frammezzo è limitato da formalità e convenzioni borghesi... non è il comunicare per parole il mio elemento (prodotto d'una civiltà mediocre). Il mio vero interesse si rivolge alle estreme regioni dei rapporti umani... mentre gli sguardi si accoppiano irresponsabili, con grande lascivia".
Mann era inoltre un amico intimo del violinista e pittore Paul Ehrenberg (fratello di un musicista), per il quale aveva avuto sentimenti di amore romantico almeno fino al 1903 circa; l'attrazione che provava per Ehrenberg, corroborata dalle annotazioni sui quaderni, causò a Mann difficoltà e disagio e potrebbe essere stato un ostacolo alla sua unione con una donna di origini inglesi, Mary Smith, che aveva incontrato a Firenze nel 1901. Con lui sviluppò una complicata amicizia a sfondo omoerotico, che ebbe la sua fase più intensa dal 1900 al 1903; scriverà di "un'indescrivibile, pura ed insperata felicità del cuore... P. ha il diavolo in corpo!" Nel Diario del 13 settembre 1919 annota: "l'ho amato ed è stato qualcosa di simile ad un amore felice".
(- Arthur Schopenhauer, Metafisica dell'amore sessuale)
Nel capitolo XIII della sua biografia, intitolato "Omoerotismo dell'età di mezzo", Hermann Kurzke racconta dell'esitante coming out del celebre autore e inanella tutta una serie di citazione tratte dai Diari.
L'autocensura si allenta negli anni 1920, legge - seppur polemicamente - Il ruolo dell'erotismo nella società maschile di Hans Blüher, addirittura firmerà l'appello di Magnus Hirschfeld (leader del primo movimento omosessuale tedesco) per l'abolizione del famigerato Paragrafo 175 che condannava l'omosessualità come se fosse un crimine (vedi la storia dell'omosessualità in Germania); infine lascia ogni freno quando si tratta di pensare e guardare il figlio Klaus appena entrato nell'età dell'adolescenza con occhi di palese "incesto mentale".
- Uno come me, è chiaro, non dovrebbe mettere al mondo dei figli (Diario del 20 settembre 1918).

Il Diario del periodo attorno al 1920 registra minuziosamentela la forte attrazione che sentiva di provare nei confronti dell'allora figlio tredicenne Klaus Mann, soprannominato "Eissi":
- Mi fa piacere avere per figlio un così bel ragazzo (24 dicembre 1918);
- Klaus molto aggraziato (20 aprile 1919);
- Ho lasciato capire a Klaus la mia inclinazione per lui accarezzandolo... Mi pare che la sua virilità gli crei dei problemi (25 maggio 1920);
- Dopo il pasto tenerezze con Eissi (14 giugno 1920);

Nelle conversazioni epistolari viene spesso toccato "l'argomento dell'erotismo tra maschi, come ad esempio in una lunga lettera scritta al proprio corrispondente Carl Maria Weber su questo argomento, mentre sempre il Diario rivela sempre di più:
- Klaus, dal quale da qualche tempo mi sento molto attratto (22 giugno 1920);
- Innamorato di Klaus in questi giorni (5 luglio 1920);
- Eissi, che al momento mi affascina (11 luglio 1920);
- Incantato da Eissi, terribilmente grazioso mentre fa il bagno. Trovo molto naturale che io mi innamori di mio figlio... Eissi steso sul letto a leggere, nudo e abbronzato nella parte superiore del corpo, cosa che mi ha turbato... Pare che per me sia proprio finita con le donne (25 luglio 1920);
- Ho parlato con lui a letto accarezzandolo, cosa che mi pare gli piaccia (27 luglio 1920);
- Ho sentito del chiasso nella stanza dei ragazzi e ho sorpreso Eissi tutto nudo che faceva lo stupido davanti al letto di Golo. Forte impressione del suo splendido corpo non ancora virile. Turbamento (17 ottobre 1920)[27].

Per riuscire a gestire la lotta tra il "dionisiaco e l'apollineo", come lui stesso li definiva rifacendosi a Friedrich Nietzsche, le sue pulsioni omosessuali sono sempre state trasformate in creazioni d'alta letteratura.
Come sarà incolpato sarcasticamente dall'avversario di vecchia data Alfred Kerr, critico teatrale e saggista, per aver reso la "pederastia" accettabile per il ceto medio colto; ciò fu fondamentale per poter introdurre il discorso del desiderio tra persone dello stesso sesso nella cultura generale ad un più ampio raggio. 
(- T. Mann.)
Nel Doctor Faustus il personaggio di Rudi è "un uomo casto, senza vizi, un uomo puro"; negli appunti preparatori l'autore preciserà: "abbiamo parlato della condizione precaria di chi non ama andare a donne... Avrei voluto spiegargli ciò che sento per lui, dirgli che questa nostra amicizia agisce su di me come un mezzo per fare pulizia, salvarmi dalla sessualità". L'amore puro (omoerotico) viene concepito come un modo per redimere l'eterosessualità, la felicità sta nel dolore ed al romanzo faustiano è all'arte che viene attribuita la funzione purificatrice.
Nel 1950 Mann incontrò poi il cameriere di 19 anni Franz Westermeier, confidando al suo Diario: "ancora una volta, ancora una volta amore".
Nel 1975, quando i Diari di Mann cominciarono ad essere pubblicati, crearono una curiosità sensazionalistica nazionale in tutta la Germania; l'allora pensionato Westermeier verrà rintracciato negli Stati Uniti d'America: si dirà lusingato di apprendere che era stato l'oggetto dell'ossessione di Mann, ma anche sconvolto per la profondità ed intensità provata dal maturo ed affermato Premio Nobel per la letteratura.
Sebbene avesse sempre negato che i suoi romanzi potessero contenere delle componenti di autobiografia, la lettura dei Diari rivela quanto la sua vita fosse stata consumata da una passione non corrisposta e sublimata, il che portò anche ad una rivalutazione del suo lavoro.

## Famiglia Mann
Dalla moglie Katia Pringsheim (Feldafing, 24 luglio 1883 - Kilchberg, 25 aprile 1980), Thomas Mann ebbe sei figli:
- Erika (Monaco di Baviera, 9 novembre 1905 - Zurigo, 27 agosto 1969), saggista e scrittrice.
- Klaus (Monaco di Baviera, 18 novembre 1906 - Cannes, 21 maggio 1949), critico teatrale ed autore di romanzi, novelle, drammi e saggi.
- Golo (Monaco di Baviera, 27 marzo 1909 - Leverkusen, 7 aprile 1994), scrittore, storico e filosofo.
- Monika (Monaco di Baviera, 7 giugno 1910 - Leverkusen, 17 marzo 1992), scrittrice.
- Elisabeth (Monaco di Baviera, 1918 - Sankt Moritz, 2002), scrittrice, nel 1939 sposò negli Stati Uniti d'America lo storico italiano della letteratura Giuseppe Antonio Borgese.
- Michael (Monaco di Baviera, 21 aprile 1919 - Orinda in California, USA, 1º gennaio 1977), musicista e letterato.

## Temi e caratteri dell'opera
- Il problema della decadenza[35][36]
- L'ambiguità borghese[37]
- L'umanesimo[38][39]
- La musica[40][41][42][43]
- La crisi del romanzo[44]
- La seduzione della morte[45]
- Il Manierismo[46]
- il conflitto arte e vita[47][48]
- Il tempo[49]
- La malattia e l'arte[50]
- il rapporto con la filosofia[51][52]
- L'ironia[53][54]

## Opere

### Romanzi

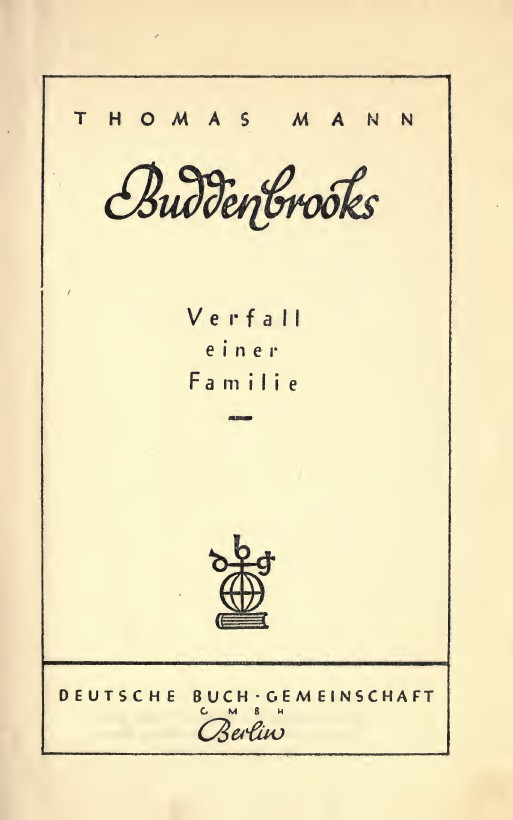
Buddenbrooks (1909)

- Buddenbrooks - Verfall einer Familie, 1901 (I Buddenbrook. Decadenza di una famiglia). Riedizione (DE) Buddenbrooks, Berlin, Deutsche Buch-gemeinschaft, 1909. URL consultato il 14 marzo 2015.
- Königliche Hoheit, 1909 (Altezza Reale o Sua Altezza Reale).
- Der Zauberberg, 1924 (La montagna incantata o La montagna magica).
- Joseph und seine Brüder, tetralogia, 1933-1943 (Giuseppe e i suoi fratelli). Comprende:
  1. Die Geschichten Jaakobs, 1933 (Le storie di Giacobbe).
  2. Der junge Joseph, 1934 (Il giovane Giuseppe).
  3. Joseph in Ägypten, 1936 (Giuseppe in Egitto).
  4. Joseph der Ernährer, 1943 (Giuseppe il Nutritore).
- Lotte in Weimar, 1939 (Carlotta a Weimar).
- Doktor Faustus, 1947 (Doctor Faustus).
- Der Erwählte, 1951 (L'eletto).
- Bekenntnisse des Hochstaplers Felix Krull, incompleto, 1954 (Confessioni del cavaliere d'industria Felix Krull).

### Racconti e novelle
- Vision. Prosa-Skizze, 1893 (Visione)
- Gefallen, 1894 (Perduta)
- Der Wille zum Glück, 1896
- Enttäuschung, 1896 (Delusione)
- Der Tod, 1897 (La morte)
- Der kleine Herr Friedemann, 1897 (Il piccolo signor Friedemann)
- Der Bajazzo, 1897 (Il pagliaccio)
- Tobias Mindernickel, 1898
- Der Kleiderschrank, 1899 (L'armadio o «Tutto dev'essere in aria»)
- Gerächt. Novellistische Studie, 1899
- Luischen, 1900 (Luisella)
- Der Weg zum Friedhof, 1900 (Il viale del cimitero o La strada del cimitero)
- Gladius Dei, 1902
- Tonio Kröger, 1903
- Tristan, 1903 (Tristano). Riedizione (DE) Tristan, Leipzig, Philipp Reclam jun., 1922. URL consultato il 14 marzo 2015.
- Die Hungernden, 1903 (Gli affamati)
- Das Wunderkind, 1903 (Il bimbo prodigio o Il fanciullo prodigio)
- Ein Glück. Studie, 1904 (Una gioia o Felicità o Un po' di felicità)
- Beim Propheten, 1904 (In casa del profeta)
- Schwere Stunde, 1905 (Ora greve o Ora difficile)
- Wälsungenblut, 1905, 1921 (Sangue Welsungo)
- Anekdote, 1908
- Das Eisenbahnunglück, 1909 (L'incidente ferroviario)
- Wie Jappe und Do Escobar sich prügelten, 1911 (Come si picchiarono Jappe e Do Escobar)
- Der Tod in Venedig, 1912 (La morte a Venezia). Riedizione (DE) Tod in Venedig, Berlin, S. Fischer, 1919. URL consultato il 14 marzo 2015.
- Herr und Hund. Ein Idyll, 1918 (Cane e padrone)
- Gesang vom Kindchen. Ein Idyll, 1919
- Unordnung und frühes Leid, 1925 (Disordine e dolore precoce)
- Mario und der Zauberer, 1930 (Mario e il mago o Mario e l'incantatore)
- Die vertauschten Köpfe. Eine indische Legende, 1940 (Le teste scambiate)
- Das Gesetz, 1944 (La legge)
- Die Betrogene, 1953 (L'inganno)

### Scritti autobiografici
- Im Spiegel, 1907
- Okkulte Erlebnisse, 1924
- Meine Arbeitsweise. 1925
- Resoconto parigino (Pariser Rechenschaft, 1926), trad. Marco Federici Solari, L'orma editore, Roma 2021, ISBN 978-88-313-1268-4)
- Lübeck als geistige Lebensform, 1926
- Lebensabriß, 1930
- Ein Briefwechsel, 1937
- On Myself, 1940
- Die Entstehung des Doktor Faustus. Roman eines Romans, 1949
- Meine Zeit, 1950
- Lob der Vergänglichkeit, 1952

### Teatro
- Fiorenza (1906), portato in scena per la prima volta l'11 maggio 1907 al teatro di Francoforte, è l'unico testo teatrale completo, ma venne stroncato dalla critica. Si pensa che il fallimento abbia indotto Mann ad abbandonare il teatro, giudicando quello di prosa solo come "intrattenimento popolare".
- Il matrimonio di Lutero (Luthers Hochzeit, 1954), frammento.

### Saggi
- Versuch über das Theater (Saggio sul Teatro), 1907
- Die Lösung der Judenfrage, 1907
- Der alte Fontane (Il vecchio Fontane), 1910
- Chamisso, 1911
- Gedanken im Kriege (Pensieri di guerra), 1914
- Friedrich und die große Koalition (Federico e la grande Coalizione), 1915
- Betrachtungen eines Unpolitischen (Considerazioni di un impolitico), 1918
- Zur jüdischen Frage, 1921
- Goethe und Tolstoi (Goethe e Tolstoi), 1923
- Von deutscher Republik (Della repubblica tedesca), 1923
- Über die Lehre Spenglers (Sull'insegnamento di Spengler), 1924
- Vorspruch zu einer musikalischen Nietzsche-Feier (Discorso introduttivo a un concerto in onore di Nietzsche), 1924
- Über die Ehe (Sul matrimonio), 1925 [la prima versione era titolata Die Ehe im Übergang (Il matrimonio in trasformazione)]
- Kleists Amphytrion (L'«Anfitrione» di Kleist. Una riscoperta), 1927
- Theodor Fontane, 1928
- Freuds Stellung in der modernen Geistesgeschichte (La posizione di Freud nella storia dello spirito moderno), 1929
- Rede über Lessing (Discorso su Lessing), 1929
- Deutsche Ansprache. Ein Appell an die Vernunft. (Un appello alla ragione), 1930
- August von Platen, 1930
- Theodor Storm, 1930
- Goethe als Repräsentant des bürgerlichen Zeitalters (Goethe come rappresentante dell'era borghese), 1932
- Goethe und Tolstoi. Zum Problem der Humanität (Goethe e Tolstoi. Sul problema dell'umanità), 1932
- Goethes Laufbahn als Schriftsteller (La carriera di Goethe come scrittore), 1933
- Leiden und Größe Richard Wagners (Dolore e grandezza di Richard Wagner), 1933
- Meerfahrt mit Don Quijote, 1934 [pubblicato nel 1935 nel volume Leiden und Größe der Meister. Neue Aufsätze]
  -  Una traversata con Don Chisciotte, trad. e nota di Lavinia Mazzucchetti, Biblioteca delle Silerchie n.18, Milano, Il Saggiatore, 1959.
  -  Traversata con Don Chisciotte, traduzione di Alfredo Rovatti, Prefazione di Lionel Richard, Collana Le porpore n.101, Milano, Medusa, 2016, ISBN 978-88-769-8309-2.
- Freud und die Zukunft (Freud e l'avvenire), 1936
- Bruder Hitler (Fratello Hitler), 1938
- Ein Briefwechsel (Uno scambio di lettere), 1937
- Vom zukünftigen Sieg der Demokratie (Il futuro vittorioso della democrazia), 1938
- Schopenhauer, 1938
- Richard Wagner und der «Ring des Nibelungen» (Richard Wagner e «L'anello del Nibelungo»), 1938
- Dieser Friede (Questa pace), 1938
- Achtung, Europa! (Attenzione, Europa!), 1938; trad. Moniti all'Europa, Milano, Mondadori, 1947, 2017
- Das Problem der Freiheit (Il problema della libertà), 1939
- Anna Karenina, 1939
- Deutsche Hörer! (Ascoltatori tedeschi!), 1942
- Über Goethes «Faust» (Sul «Faust» di Goethe), 1945
- Adel des Geistes. Sechzehn Versuche zum Problem der Humanität (Nobiltà dello spirito. Saggi critici), 1945
- Deutschland und die Deutschen (La Germania e i tedeschi), 1947
- Nietzsches Philosophie im Lichte unserer Erfahrung (La filosofia di Nietzsche alla luce della nostra esperienza), 1947
- Dostojewski - mit Maßen (Dostojeevskij, con misura), 1948
- Goethe und die Demokratie (Goethe e la democrazia), 1949
- Ansprache im Goethejahr (Intervento su Goethe), 1949
- Michelangelo in seinen Dichtungen (Michelangelo e le sue poesie), 1950
- Der Künstler und die Gesellschaft (L'artista e la società), 1953
- Gerhart Hauptmann, 1952
- Versuch über Tschechow (Saggio su Čechov), 1954
- Versuch über Schiller (Saggio su Schiller), 1955

### Epistolari
- Lettere a Paul Amann (1915-1952), traduzione di Roberto Margotta, a cura di Werner Wegener, Collana Lo scrigno, Milano, Mondadori, 1967.
- Lettere, trad., note e cura di Italo Alighiero Chiusano, cronologia a cura di Roberto Fertonani, bibliografia a cura di Enrico Ganni, Collezione I Meridiani, Milano, Mondadori, 1986, ISBN 978-88-042-7573-2.
- Thomas e Heinrich Mann, La montagna del disincanto. Lettere 1900-1949, a cura di Roberta Persichelli, Prefazione di Anna Mila Giubertoni, Collana Lettere, Milano, Archinto, 1999, ISBN 978-88-776-8225-3.
- Theodor W. Adorno-Thomas Mann, Briefwechsel. 1943-1955. Hrsg. von Christoph Gödde und Thomas Sprecher, Fischer-Taschenbuch-Verlag, Frankfurt am Main 2003, ISBN 978-3-596-15839-3.
- Hermann Hesse-Thomas Mann, Briefwechsel. Hrsg. von Anni Carlsson und Volker Michels, Fischer-Taschenbuch-Verlag, Frankfurt/Main 2003, ISBN 978-3-596-15672-6.
- Thomas Mann-Károly Kerényi, Dialogo. Lettere 1934-1955, Prefazione di Domenico Conte, Roma, Editori Riuniti University Press, 2013, ISBN 978-88-647-3068-4.
- La gioia maiuscola di essere scrittori. Lettere a italiani, traduzione di Lavinia Mazzucchetti, Prefazione di Cesare De Marchi, Collana Le silerchie n.24, Milano, Il Saggiatore, 2014, ISBN 978-88-428-1907-3.
- Thomas Mann-Stefan Zweig, Briefwechsel, Dokumente und Schnittpunkte, herausgegeben von Katrin Bedenig und Frank Zeder, Vittorio Klostermann, Frankfurt am Main 2018, ISBN 978-3-465-04373-7.
- Thomas Mann-Katia Mann, »Liebes Fräulein Herz«. Briefwechsel mit Ida Herz 1924–1955, hrsg. von. Holger Pils, S. Fischer, Frankfurt am Main 2025, ISBN 978-3-10-397671-7.

### Diari
- Diari (1918-1955), ed. diretta e curata da Elisabeth Galvan, 10 voll., vol. I,  Collezione I Meridiani, Milano, Mondadori, settembre 2025.